# Khuddaka Nikaya
Khuddaka Nikaya - Colección de textos pequeños (del pali khudda = "pequeño" o "menor") es una colección de textos budistas que forma parte del Sutta Pitaka del Canon Pali y que se compone de discursos pronunciados por el Buda y a veces por alguno de sus discípulos más cercanos.
El Khuddaka Nikaya consiste en los quince siguientes libros (dieciocho en la edición birmana).

## Khuddakapatha — Textos cortos
El primer libro del Khuddaka Nikaya consiste en 9 pasajes cortos que cubren los tópicos básicos de la vida monástica budista, por lo cual son asignados generalmente a los monjes y monjas.

## Dhammapada — Camino del Dhamma
El Dhammapada, el segundo libro del Khuddhaka Nikaya, es una antología de 423 versos divididos en 26 capítulos o vaggas. Es reconocido por ser parte de la literatura budista temprana y desde los primeros tiempos del budismo, el Dhammapada es considerado como una de las expresiones más sucintas de las enseñanzas del Buda Gautama que se encuentran en el Canon Pali.

## Udana — Exclamaciones
El tercer libro del Khuddaka Nikaya consiste en ocho gozosas declaraciones del Buda hechas en versos y acompañadas con las narraciones en prosa sobre las circunstancias en las cuales dichos versos fueron pronunciados.

## Itivuttaka — Así se ha dicho
El cuarto libro de Khuddaka Nikaya consiste en 112 sutras cortos divididos en cuatro partes o nipatas de acuerdo al número de tópicos tratados en cada sutra.

## Sutta Nipata — Colección de los discursos
Quinto libro de Khuddhaka Nikaya contiene 70 suttas escritos en verso, ocasionalmente con algunas introducciones en prosa, divididos en cinco capítulos o vaggas.

## Vimanavatthu — Historias de las mansiones celestiales
Sexto libro de Khuddaka Nikaya contiene 85 sutras divididos en siete capítulos o vaggas. Estos discursos describen las historias de quienes renacieron en magníficas mansiones celestiales en diferentes mundos de los deva.

## Petavatthu — Historias de los espíritus hambrientos
Séptimo libro de Khuddaka Nikaya contiene 51 sutras divididos en cuatro capítulos o vaggas. Este libro describe en forma muy pintoresca el desafortunado destino de quienes renacieron en planos del sufrimiento.

## Theragatha — Versos de los monjes ancianos
Octavo libro de Khuddaka Nikaya contiene 264 discursos inspiracionales en versos, pronunciados por los monjes al alcanzar el estado de arhat. En estos versos se expresa el hecho de haber alcanzado la meta y se cuentan las dificultades por las cuales tuvieron que atravesar para llegar al nirvana. Los discursos están agrupados en 21 capítulos, de acuerdo al número de versos que contiene cada sutra.

## Therigatha — Versos de las monjas ancianas
Noveno libro de Khuddaka Nikaya contiene 73 discursos inspiracionales en versos, pronunciados por las monjas al alcanzar el estado de arhat. En estos versos se expresa el hecho de haber alcanzado la meta y se cuentan las dificultades por las cuales tuvieron que atravesar para llegar al nirvana. Los discursos están agrupados en 16 capítulos, de acuerdo al número de versos que contiene cada sutra.

## Jataka — Historias de nacimiento
Décimo libro de Khuddaka Nikaya contiene 550 versos que tienen diferente número de estrofas (gathas), y de acuerdo a este criterio, dichos versos se dividen en 6 partes o nipatas (la primera nipata contiene versos con una sola estrofa, la segunda con dos, etc.). Tradicionalmente estas estrofas fueron interpretadas como historias de las existencias previas del Buda, ya que los Comentarios proveen a cada verso una contextualización histórica en la cual, los mismos estarían siendo pronunciados por el Bienaventurado, como también la respectiva historia acaecida en alguna de sus vidas previas. Sin embargo, vale la pena recordar que solamente los versos forman parte del Canon Pali.

## Niddesa — Exposición
Undécimo libro de Khuddaka Nikaya se divide en dos partes: 
1. Maha Nidesa - La gran exposición, y
2. Cula Nidesa - La exposición menor

Ambas son comentarios de la Sutta Nipata, el quinto libro de Khuddaka Nikaya. Mientras que la primera parte comenta la cuarta división de este libro ("De los ocho" o Atthaka), la segunda, es un comentario de la quinta división y de un sutra presente en la primera.

## Patisambhidamagga — Camino de la discriminación
Duodécimo libro de Khuddaka Nikaya es un tratado atribuido tradicionalmente al Ven. Sariputta. Sin embargo, los estudios más recientes señalan el siglo II-do como la probable fecha de incorporación de este libro al Canon Pali. El tratado se divide en tres grandes partes o vaggas: 
1. Maha Vagga - La gran división
2. Yuganaddha Vagga - La división de asociaciones, etc.
3. Pañña Vagga - La división del entendimiento, etc.

## Apadana — Historias
Decimotercero libro de Khuddaka Nikaya de carácter biográfico: contiene historias de vida, pasadas y presentes, del Buda y sus discípulos.

## Buddhavamsa — Historias de los budas
Decimocuarto libro de Khuddaka Nikaya contiene la breve historia de vida del Buda Gautama y de los 24 budas que le precedieron en la historia.

## Cariyapitaka — Canasta de la conducta
Decimoquinto libro de Khuddaka Nikaya contiene 35 historias de las previas vidas del Buda, en las cuales se ilustra como el Bodhisatta desarrolló sus virtudes de la perfección (Pāramitās).

## Otros libros
Los siguientes libros sólo están incluidos dentro del Canon birmano. Las otras tradiciones consideran estos libros como "paracanónicos":
- Nettippakarana
- Petakopadesa
- Milindapañha - Preguntas del rey Milinda